# Templo Nyatapola
Nyatapola (en nevarí, lit. algo de cinco pisos) es un templo tántrico en el centro de Bhaktapur (Nepal). Constituye el monumento más alto de la ciudad, así como el templo más elevado del país. El rey Bhupatindra Malla encargó su construcción, que comenzó en diciembre de 1701 y terminó a los seis meses. La estructura ha sobrevivido a cuatro grandes sismos y sus réplicas, incluido el terremoto de Nepal de abril de 2015, que causó graves daños en Bhaktapur.
El templo se destaca por su arquitectura única, ya que es uno de los dos únicos complejos de cinco pisos en el valle de Katmandú —el otro es el Kumbheshvara en Lalitpur—, y por su escalinata flanqueada por pares de estatuas de piedra de animales y deidades que sirven como guardianes. Junto con el templo Bhairava y otros monumentos históricos, Nyatapola forma la plaza Tamārhi, que forma la parte central y culturalmente más importante de Bhaktapur, además de un popular destino turístico. Aunque el templo en sí no presenta un gran significado religioso para los lugareños, se emplea como un símbolo de la ciudad.

## Historia

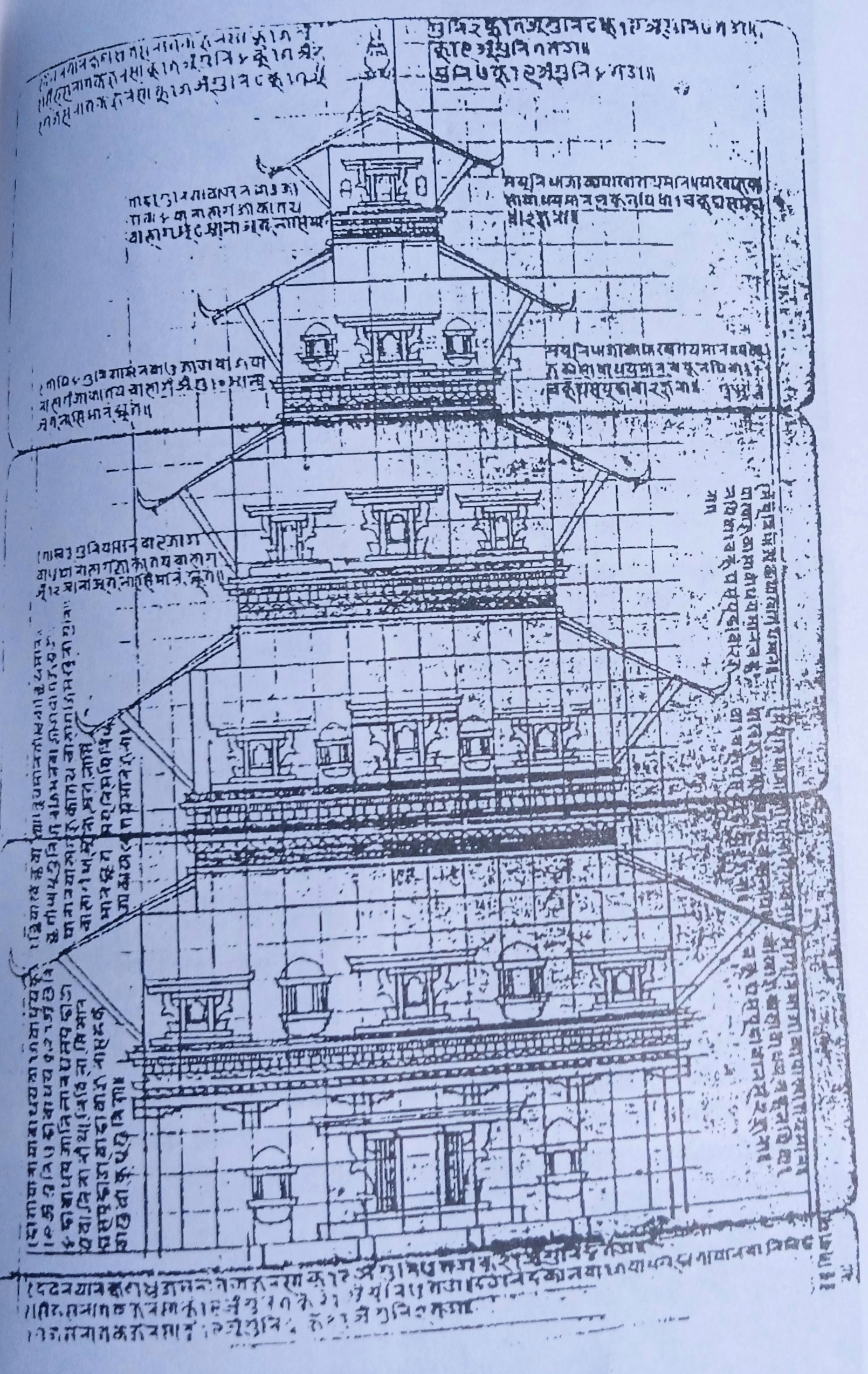
Un plano para la construcción de Nyatapola del siglo.

Antes de finales del siglo XX, apenas se sabía nada sobre el templo Nyatapola, incluida la deidad a la que está dedicado. Los eruditos occidentales y locales que visitaron Bhaktapur describieron la apariencia del templo e informaron que el rey Bhupatindra Malla, quien gobernó la ciudad desde 1696 hasta 1722, comisionó su construcción. Su reinado se caracterizó por la remodelación de templos y edificios importantes en sus dominios o la construcción de otros nuevos. A diferencia de todas las demás estructuras importantes de la dinastía Malla, Nyatapola no contó con inscripciones en piedra o cobre dorado.
La primera evidencia escrita sobre el templo Nyatapola llegó en 1984, cuando un erudito de los archivos nacionales de Nepal, mientras catalogaba manuscritos en nevarí, descubrió un texto de hoja de palma titulado «siddhāgni koṭyāhuti devala pratiṣṭhā» (sin embargo, este nombre probablemente fue escrito por un antiguo estudioso y no por su autor original). El manuscrito en nevarí recoge el nombre, el salario y el tiempo de trabajo de cada persona que contribuyó en la construcción, los detalles y el costo de cada ritual religioso realizado y el cronograma detallado de las obras.
La construcción se completó en un corto período de seis meses principalmente porque todos los materiales necesarios ya estaban preparados. Del mismo modo, los ciudadanos tanto del reino de Bhaktapur como del reino de Lalitpur ayudaron en los trabajos o donaron materias primas para la misma.

## Arquitectura

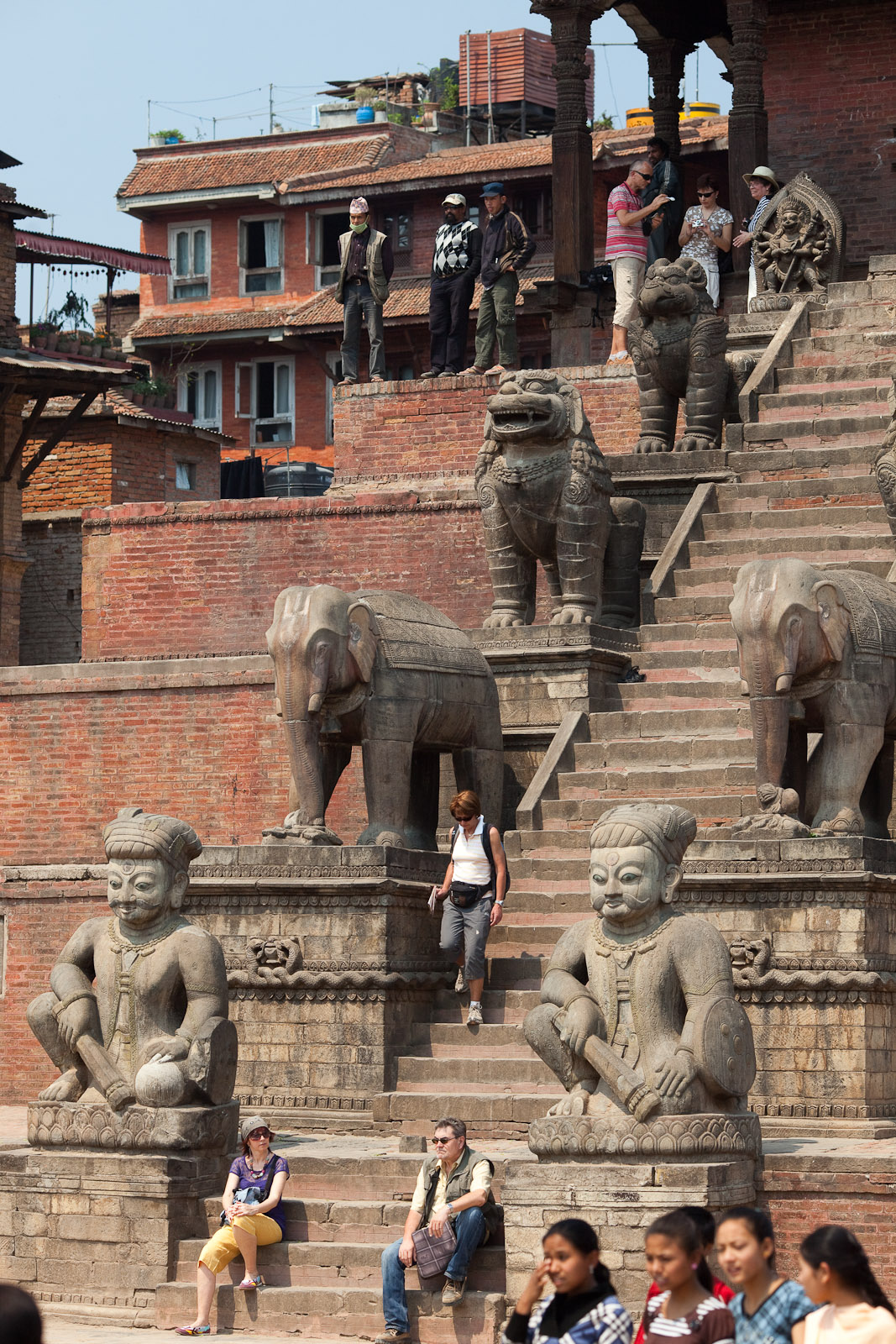
Las escalinatas de piedra del templo.

Hay cinco zócalos en las escaleras a la entrada del templo, cada uno de los cuales tiene un par de guardianes de piedra. La tradición narra que cada uno de los dos es diez veces más fuerte que el que está en el nivel inferior. En la parte inferior hay dos luchadores rajput llamados Jai y Pratap, encima de ellos están las estatuas de dos elefantes, dos singhas (un gran felino mitológico, que se puede encontrar en todo el sur y sureste de Asia) y dos sārdūlas, un criatura de la mitología nevarí, similar a un grifo.

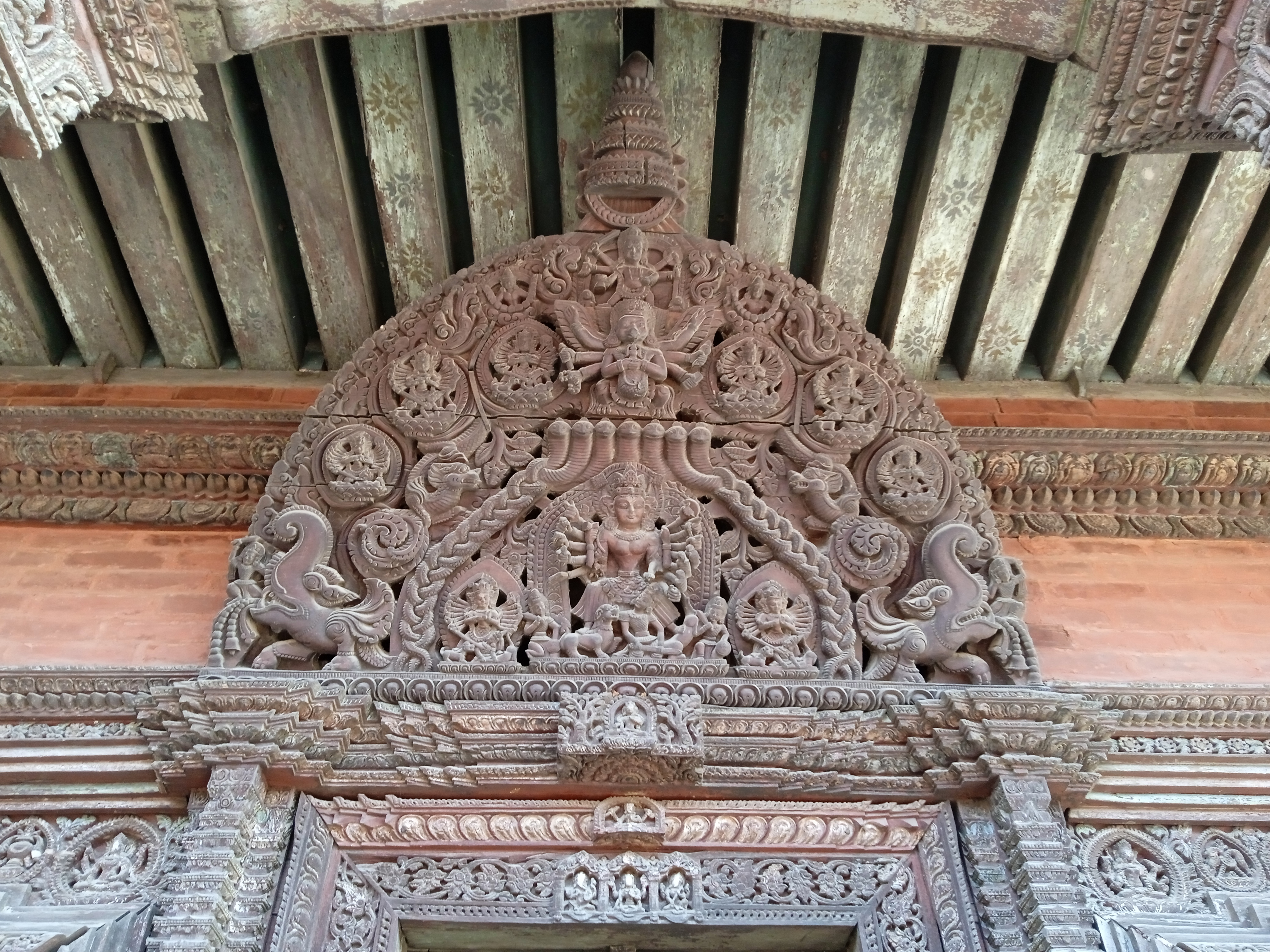
Tímpano de madera de Nyatapola que representa a Durga. Debido a que la imagen principal del templo de Siddhi Lakshmi se mantiene oculta al público, Durga suele representar a la deidad del interior del edificio.

En cuanto al edificio principal, la estructura de estilo similar a una pagoda se asienta sobre una columnata que enmarca una pared interior de ladrillos. En la fachada, la columnata se posa sobre un arco festoneado y las uniones de la viga están ocultas por imágenes talladas de deidades. La cornisa de encima presenta una banda ondulada, sobre la cual sobresalen los extremos de las vigas a semejanza de tigres. Más arriba, una multitud de ménsulas de madera sostiene cada nivel del techo; por lo general, cada una da pie a una imagen de una deidad de múltiples brazos. Cada composición de este tipo fue una vez pintada con colores brillantes, pero en la actualidad solo se pueden discernir restos descoloridos del original.
Cada nivel de techo emplea el mismo formato, aunque el número de ménsulas se reduce de seis en un lado en el más bajo hasta a dos en el nivel superior. Tanto el techado como las ménsulas se sostienen sobre un pesado núcleo de ladrillos, que disminuye en ancho a medida que se eleva. En la planta baja esta pared interior está decorada al estilo típico nevarí, con puertas con un travesaño ancho, paneles a cada lado y ventanas ciegas que flanquean las puertas. Es probable que el espacio interior solo sea utilizable en el nivel más bajo, por lo que, independientemente de los ritos tántricos que se celebren dentro del edificio, es probable que haya poco espacio, quizás suficiente para albergar una docena de sacerdotes.